# Grimmia vulcanica
Grimmia vulcanica är en bladmossart som beskrevs av Bescherelle 1880. Grimmia vulcanica ingår i släktet grimmior, och familjen Grimmiaceae. Inga underarter finns listade i Catalogue of Life.